# Marietta (Texas)
Marietta è un centro abitato degli Stati Uniti d'America, situato nella contea di Cass dello Stato del Texas.

## Geografia fisica
Marietta è situata a 33°10′22″N 94°32′31″W (33.172655, -94.541998).
Secondo lo United States Census Bureau, ha un'area totale di 0,6 miglia quadrate (1,6 km²).

## Società

### Evoluzione demografica
Secondo il censimento del 2000, c'erano 112 persone, 58 nuclei familiari, e 33 famiglie residenti nella città. La densità di popolazione era di 194,0 persone per miglio quadrato (74,6/km²). C'erano 75 unità abitative a una densità media di 129,9 per miglio quadrato (49,9/km²). La composizione etnica della città era formata dal 99,11% di bianchi e lo 0,89% di afroamericani.
C'erano 58 nuclei familiari di cui il 13,8% avevano figli di età inferiore ai 18 anni, il 50,0% erano coppie sposate conviventi, il 3,4% aveva un capofamiglia femmina senza marito, e il 43,1% erano non-famiglie. Il 41,4% di tutti i nuclei familiari erano individuali e il 25,9% aveva componenti con un'età di 65 anni o più che vivevano da soli. Il numero di componenti medio di un nucleo familiare era di 1,93 e quello di una famiglia era di 2,55.
La popolazione era composta dall'11,6% di persone sotto i 18 anni, il 5,4% di persone dai 18 ai 24 anni, il 17,9% di persone dai 25 ai 44 anni, il 31,3% di persone dai 45 ai 64 anni, e il 33,9% di persone di 65 anni o più. L'età media era di 56 anni. Per ogni 100 femmine c'erano 86,7 maschi. Per ogni 100 femmine dai 18 anni in giù, c'erano 80,0 maschi.
Il reddito medio di un nucleo familiare era di 24.028 dollari, e quello di una famiglia era di 28.750 dollari. I maschi avevano un reddito medio pro capite di 17.500 dollari contro i 20.500 dollari delle femmine. Il reddito medio pro capite era di 12.773 dollari. C'erano l'11,5% delle famiglie e l'11,1% della popolazione che vivevano sotto la soglia di povertà, incluso il 25,5% di persone sopra i 64 anni.